# Liste der Gemeindepräsidenten von Sachseln
Die Liste der Gemeindepräsidenten von Sachseln listet die Gemeindepräsidenten der Gemeinde Sachseln im Kanton Obwalden seit 1841 auf.

## Präsidenten
| Name                            | Partei                  | Amtszeit | Amtszeit |
| Name                            | Partei                  | von      | bis      |
| ------------------------------- | ----------------------- | -------- | -------- |
| Nicolaus Hermann (1818–1888)    |                         | 1841     | 1888     |
| Paul von Moos (1853–1920)       | Katholisch-Konservative | 1888     | 1898     |
| Xaver Spichtig (1846–1922)      | Liberale Volkspartei    | 1898     | 1906     |
| Josef von Flüe                  |                         | 1906     | 1916     |
| Karl Rohrer (1860–1938)         |                         | 1916     | 1926     |
| Alois Rohrer (1880–1973)        |                         | 1926     | 1941     |
| Ludwig von Moos (1910–1990)     | Katholisch-Konservative | 1941     | 1946     |
| Constantin Hinter (1888–1971)   |                         | 1946     | 1948     |
| Paul von Flüe                   |                         | 1948     | 1950     |
| Niklaus Britschgi (1915–1989)   |                         | 1950     | 1954     |
| Vital Anderhalden (1896–1961)   |                         | 1954     | 1956     |
| Karl Gasser (1904–1995)         |                         | 1956     | 1966     |
| Arnold Wiprächtiger (1907–2008) | CVP                     | 1966     | 1976     |
| Carl Hinter (1928–2016)         |                         | 1976     | 1982     |
| Erwin von Moos                  |                         | 1982     | 1992     |
| Emil Omlin (1933–2008)          |                         | 1992     | 1997     |
| Lothar Rohrer                   | CSP                     | 1998     | 2002     |
| Margrit Freivogel (* 1953)      | CVP                     | 2003     | 2012     |
| Paul Vogler (1962–2015)         | CVP                     | 2012     | 2015     |
| Peter Rohrer (* 1953)           | CVP – Die Mitte         | 2016     | 2022     |
| Knut Hackbarth (* 1966)         | CVP – Die Mitte         | 2022     |          |